# Collegiata di Sant'Andrea (Grenoble)
La collegiata di Sant'Andrea (in francese: collégiale Saint-André de Grenoble) è una chiesa cattolica di Grenoble, nel dipartimento dell'Isère. La chiesa si trova nella piazza omonima, di fronte all'antico palazzo del Parlamento del Delfinato. Era la cappella privata dei Delfini, fondata nel 1228 per ospitare le loro sepolture.